# Альберт Хоркера
Альберт Хоркера (ісп. Albert Jorquera, нар. 3 березня 1979, Бескано) — іспанський футболіст, що грав на позиції воротаря, майже вся кар'єра якого була пов'язана з «Барселоною», в якій, утім, він був максимум резервним голкіпером основної команди.
Дворазовий переможець Ліги чемпіонів УЄФА. Триразовий чемпіон Іспанії. Дворазовий володар Суперкубка Іспанії з футболу. Володар Кубка Іспанії.

## Клубна кар'єра
Народився 3 березня 1979 року в місті Бескано. Вихованець футбольної школи клубу «Барселона».
У дорослому футболі дебютував 1998 року виступами за третю команду клубу. З 1999 року почав залучатися до лав другої команди «Барселони», На початку 2000-х провів по одному сезону в оренді в клубах «Сеута» і «Матаро», після чого ще сезон відіграв за  «Барселону Б».
2003 року був переведений до основної команди «Барселони». Роком раніше з другої до основної команди каталонського гранда підвищився Віктор Вальдес, який на наступне десятиріччя став безальтернативним основним воротарем «Барси», і нав'язати конкуренцію якому старший на три роки Хоркера не зміг. Спочатку був другим воротарем команди, а з приходом до «Барселони» у 2008 році Хосе Мануеля Пінто фактично став третьою опцією тренерів на воротарській позиції. Провівши за шість сезонів за основну команду «Барселони» лише 24 гри в усіх турнірах, став у її складі триразовим чемпіоном Іспанії, дворазовим володарем Суперкубка Іспанії з футболу, володарем Кубка Іспанії, а також дворазовим переможцем Ліги чемпіонів УЄФА.
Завершив професійну ігрову кар'єру у «Жироні», за яку виступав протягом 2009—2010 років.

## Виступи за збірну
2007 року провів три гри у складі невизнаної УЄФА і ФІФА збірної Каталонії.

## Титули і досягнення
- Чемпіон Іспанії (3):

«Барселона»: 2004-2005, 2005-2006, 2008-2009
- Володар Суперкубка Іспанії з футболу (2):

«Барселона»: 2005, 2006
- Володар Кубка Іспанії (1):

«Барселона»: 2008-2009
- Переможець Ліги чемпіонів УЄФА (2):

«Барселона»: 2005-2006, 2008-2009